# Selaginella jungermannioides
Selaginella jungermannioides är en mosslummerväxtart som först beskrevs av Gaud., och fick sitt nu gällande namn av Antoine Frédéric Spring. Selaginella jungermannioides ingår i släktet mosslumrar, och familjen mosslummerväxter. Inga underarter finns listade i Catalogue of Life.